# Choi Ji-na
Choi Ji-na (nascida em 17 de maio de 1975) é uma atriz sul-coreana. Estreou atuando em 1995 e ficou conhecida por ser uma atriz coadjuvante em dramas de televisão, notavelmente em My Rosy Life (2005), A Happy Woman (2008), and My Too Perfect Sons (2009).

## Prêmios e indicações
| Ano  | Prêmio                | Categoria                | Obra indicada | Resultado |
| ---- | --------------------- | ------------------------ | ------------- | --------- |
| 2005 | 4º Korean Film Awards | Melhor atriz coadjuvante | Blood Rain    | Indicado  |